# CFR 44 sorozat
A CFR 44 sorozat egy román Bo'Bo' tengelyelrendezésű 25 kV 50 Hz AC áramrendszerű villamosmozdony-sorozat. Összesen 6 db-ot alakítottak át az egykori  jugoszláv RadeKoncar által 1973-ban gyártott CFR 43 sorozat mozdonyai közül. A CFR Călători expresszvonatok továbbítására használja őket.